# Estación de Gaspé
Gaspé fue una estación de Via Rail en Gaspé, Quebec, Canadá. Está situado en la calle de la Marina.
Fue la última escala del tren Montreal-Gaspé de Via Rail hasta que el servicio de la línea se interrumpió en 2013. La estación contaba con personal y es accesible para sillas de ruedas. La estación solo estaba abierta los lunes, jueves y sábados y se aceptaba Interac. El horario comercial era entre las 11:15 am y las 3:15 pm. La estación ofrecía servicios de alquiler de coches, un box para bicicletas, una consigna para el equipaje y una jaula para animales. Ubicada a 8 kilómetros de un aeropuerto, la estación está ubicada cerca de métodos de viaje alternativos.
Sin embargo, el transporte público no está disponible desde ni hacia la estación de tren. Se necesitan vehículos privados y taxis para entrar y salir del distrito ferroviario.
A partir de 2013, el servicio regular más cercano se presta en la estación de tren de Matapédia. Se desconoce si se reanudará el servicio a Gaspé o cuándo. El edificio de la estación se utiliza como centro de información.